# Castell de Talavera
El castell de Talavera és un edifici de Talavera (Segarra) declarat bé cultural d'interès nacional.

## Descripció
És un edifici de grans dimensions molt modificat, situat a la part alta del nucli urbà i que presenta planta irregular. Les restes de l'antic castell s'han de buscar a l'interior de la casa, concretament dins d'un cobert que s'ha adaptat com a magatzem, de planta rectangular cobert amb volta apuntada. Es tracta d'un pany de mur, lleugerament atalussat i de carreus petits, lligats amb morter, que respon al tancament occidental de la primitiva fortificació. Dins del pati interior de l'edifici, se'ns presenten altres elements arquitectònics que evidencien el passat senyorial d'aquest habitatge, com una pilastra encastada en un mur interior realitzat amb carreus o una petita capella reformada i adaptada com estable de mules.

## Història
El castell és esmentat en la documentació el 1075, quan consta que era situat dins el comtat d'Osona. Al segle xii eren senyors d'aquesta fortalesa els Cervelló; així en el testament sacramental de Guerau Alemany (III) de Cervelló s'indica que llegà el castrum de Talavera al seu fill Guillem, el qual participà en l'expedició d'Almeria el 1147. Un altre membre de la mateixa nissaga llegava el 1193 el castrum de Talavera al seu nebot Guillem d'Aguiló. A partir d'aquest moment el llinatge dels Aguiló senyorejà el lloc del castell i el de Talavera fins a la segona meitat del segle xiv, que passà per parentiu a la família So. Aquesta, juntament amb els Burguès i els Santcliment, emparentats entre ells, tingueren la potestat dels llocs de Talavera i Pavia fins al segle xviii.